# Hellinsia albilobata
Hellinsia albilobata là một loài bướm đêm trong họ Pterophoridae. Loài bướm đêm này được tìm thấy ở Bắc Mỹ, bao gồm Northwest Territories. Con trưởng thành có sải cánh dài 25 mm. Con trưởng thành bay vào tháng trong năm. Cánh sau đồng màu với cánh trước.